# Masdevallia anemone
Masdevallia anemone är en orkidéart som beskrevs av Carlyle August Luer. Masdevallia anemone ingår i släktet Masdevallia och familjen orkidéer. Inga underarter finns listade i Catalogue of Life.